# Pisani kamen kod Kosinjskog Bakovca
Pisani kamen je epigrafski spomenik. Nalazi se iznad Kosinjskog Bakovca, kod vrela Begovača u istoimenoj šumi, na pet metara visokoj i sedam metara širokoj stijeni.
Potječe iz 1. stoljeća. Zove se "pisani kamen", jer se na njemu nalazi starorimski natpis na latinskom jeziku. Tekst je zakonske naravi, jer propisuje pristup izvoru vode. Odnosio se na japodska plemena, a regulirao je pristup vode jednom japodskom plemenu (Ortoplini iz Stinice) od strane drugog japodskog plemena (Parentini iz Kosinja) temeljem zajedničkog dogovora.
Na Pisanom kamenu uklesano je (latinski): "Po dogovoru, granica između Ortoplina i Parentina (na) 500 koraka. Ulaz do Žive vode (Begovače) Ortoplinima je dozvoljen u širini 1 koraka." U slobodnijem prijevodu to bi značilo: "Prema zajedničkom dogovoru granica između Ortoplina i Parentina udaljena je 740 m. Dozvoljava se Ortoplinima ulazak na područje Parentina i pristup k vrelu Begovača, u širini puta od 1,5 m."

## Vanjske poveznice
- Velebit  Arhivirana inačica izvorne stranice od 25. lipnja 2007. (Wayback Machine)
- Ivan Mance, Kosinj: “Pisani kamen” – znanstveni rad o Pisanom kamenu na stranici kosinj-konzalting.hr  Arhivirana inačica izvorne stranice od 4. prosinca 2020. (Wayback Machine) (objavljeno: 2. prosinca 2020., pristupljeno: 3. prosinca 2020.)